# Kong (Costa d'Avorio)
Kong è una città, sottoprefettura e comune della Costa d'Avorio, situata nella regione di Tchologo. È capoluogo dell'omonimo dipartimento e conta una popolazione di 29 190 abitanti (censimento 2014).